# Literatura gòtica
La literatura gòtica és la literatura associada al moviment gòtic. Inclou obres molt conegudes com ara Dràcula, Frankenstein, L'estrany cas del Dr. Jekyll i Mr. Hyde, o els contes d'Edgar Allan Poe.
El renaixement del gòtic va ser l'expressió emocional, estètica i filosòfica que va reaccionar contra el pensament dominant de la Il·lustració, segons el qual la humanitat podia arribar al coneixement veritable i obtenir felicitat i virtut perfectes; la seva fam per aquest coneixement deixava de costat la idea que la por podia ser també sublim. Les idees d'ordre de la Il·lustració van anar essent relegades i donen pas a l'afició pel gòtic a Anglaterra i així es va obrint el camí per a la fundació d'una escola de la literatura gòtica, derivada de models alemanys.
Les narratives gòtiques proliferen entre 1765 i 1820, amb la iconografia que ens és coneguda: cementiris, erms i castells tenebrosos plens de misteri, malvats infernals, homes llop, vampirs, «doppelgänger» (mutants, o doble personalitat) i dimonis, etc.

## Característiques
D'entre les característiques del moviment gòtic destaquen: És melodramàtic, exagera els personatges i les situacions amb la finalitat d'accentuar els efectes estètics. L'autor crea un marc sobrenatural que facilita el terror, el misteri i l'horror. Existència de llocs solitaris i espantosos que subratllen així els aspectes més grotescos i macabres de la producció. Exaltació de la relació entre terror i èxtasi. Embelliment de la mort com un desig pel dolor. Importància d'escenari arquitectònic, per a enriquir la trama; les ombres i contorns de llum delimiten espais i recreen sentiments malenconiosos. Referències a la bogeria, falta de raciocini, bestialitat i altres situacions inhumanes o sobrenaturals. La polarització del bé i el mal, aquest últim sent interpretat per un home cruel que farà de malvat. L'art gòtic utilitza elements obscurs.

## Novel·la gòtica
La novel·la gòtica és una novel·la que barreja amor i terror en una ambientació pseudomedieval, de regust romàntic, amb presència d'elements sobrenaturals. El gènere va ser inaugurat per Horace Walpole, amb El Castell d'Otranto (1764), on ja apareixen els embolics familiars, les ruïnes i encanteris demoníacs que es popularitzarien en les obres posteriors. Els excessos melodramàtics van fer que sorgís una novel·la gòtica paròdica, on els elements misteriosos són absurds i explicats racionalment o els personatges apareixen com a caricatures.
Algunes obres destacades són Els misteris d'Udolfo, d'Ann Radcliffe; El manuscrit trobat a Saragossa, de Jan Potocki o El monjo, de Matthew Lewis. Aquestes obres van marcar una de les tendències bàsiques de la literatura de terror, amb els crims provocats per monstres o aliats del dimoni, un corrent molt conreat durant els segles XIX i XX, i també les llegendes romàntiques tradicionals, com les de Bécquer.